# بوروندا (کالیفرنیا)
بوروندا (به انگلیسی: Boronda) یک منطقهٔ مسکونی در ایالات متحده آمریکا است که در شهرستان مونتری، کالیفرنیا واقع شده‌است. بوروندا ۱٫۴۳ کیلومتر مربع مساحت و ۱۲٬۵۳۸ نفر جمعیت دارد و ۱۹ متر بالاتر از سطح دریا واقع شده‌است.